# 東九陵
東九陵（トングルン/とうきゅうりょう）は、韓国の首都ソウル東郊の京畿道九里市仁倉洞にある朝鮮王朝（李氏朝鮮）により造営された王陵群。九里市の広大な丘陵地に多数点在している。1408年の健元陵（太祖李成桂の陵）から1855年の綏陵（憲宗の父孝明世子とその妃の陵）まで9陵17位の王と后妃の陵墓からなる。